# Vegårshei
Vegårshei è un comune norvegese della contea di Agder.